# Eubasilissa chomolhari
Eubasilissa chomolhari är en nattsländeart som beskrevs av Schmid 1962. Eubasilissa chomolhari ingår i släktet Eubasilissa och familjen broknattsländor. Inga underarter finns listade i Catalogue of Life.